# Strambino
Strambino là một đô thị ở tỉnh Torino trong vùng Piedmont, có vị trí cách khoảng 40 km về phía đông bắc của Torino. Tại thời điểm ngày 31 tháng 12 năm 2004, đô thị này có dân số 6.132 người và diện tích là 22,7 km².
Đô thị Strambino có các frazioni (các đơn vị trực thuộc, chủ yếu là các làng) Cerone, Carrone, Crotte, và Realizio.
Strambino giáp các đô thị: Ivrea, Romano Canavese, Caravino, Vestignè, Mercenasco, Vische, và Candia Canavese.